# Ahmed al-Scharaa

Ahmed al-Scharaa (2025)

Ahmed al-Scharaa (arabisch أحمد حسين الشرع Ahmad Husain asch-Schar’a, DMG Aḥmad Ḥusain aš-Šarʿ; * 29. Oktober 1982 in Riad, Saudi-Arabien), auch bekannt unter seiner Kunya Abu Muhammad al-Dschaulani oder Dscholani (أبو محمد الجولاني, DMG Abū Muḥammad al-Ǧaulānī, englisch Abu Mohammad al-Jolani), ist seit Ende Januar 2025 Interimspräsident der Arabischen Republik Syrien, nachdem er seit dem Fall des Assad-Regimes im Dezember 2024 de facto als politischer Führer des Landes gegolten hatte. Von 2017 bis 2025 war er der Anführer des syrischen Milizbündnisses Haiʾat Tahrir asch-Scham (HTS), welches eine Rebellenoffensive anführte, die im Dezember 2024 den Sturz des Assad-Regimes erreichte; als solcher wurde er als gesuchter Terrorist eingestuft, da HTS als Nachfolger der Al-Nusra-Front gilt.

## Leben

### Familie und Jugend

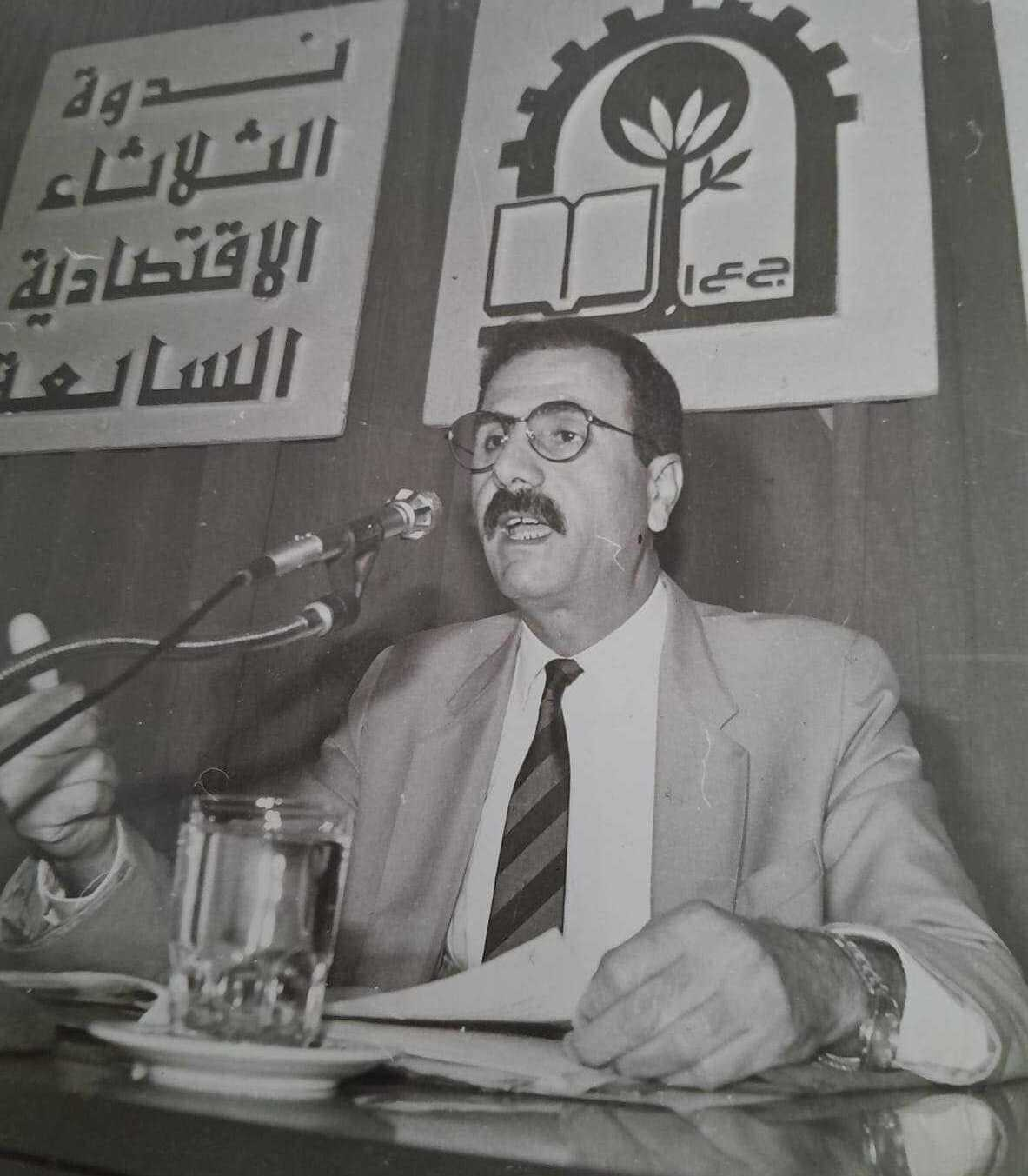
Vater: Hussein al-Scharaa (1992 in Damaskus)

Die Familie von al-Scharaas Vater stammt nach seinen Angaben von den Golanhöhen (daher sein Beiname al-Dschaulani, arabisch für „der aus dem Golan stammt“). Sein Urgroßvater, Mohammed Chalid al-Scharaa, spielte eine bedeutende Rolle in der Großen Syrischen Revolution gegen die französische Besatzung Syriens. Er wurde wegen seiner Beteiligung am Aufstand in Abwesenheit zum Tode verurteilt, das Urteil wurde jedoch nie vollstreckt.
Sein Vater, Hussein al-Scharaa (* 1946), ein Cousin von Faruk al-Scharaa, stamme aus einer Bauernfamilie und studierte an der Universität Bagdad. Er sei in seiner Jugend von Gamal Abdel Nasser beeinflusst worden und ein arabischer Nationalist gewesen. Angeblich war sein Vater ein säkularer Gegner des Regimes von Hafiz al-Assad. Nach den Staatsstreichen (1961, 1963) der syrischen Neo-Baathisten, die die Vereinigte Arabische Republik zerschlugen und die Arabische Sozialistische Baath-Partei an die Macht brachten, wurde sein Vater vom Assad-Regime inhaftiert, konnte aber schließlich ins Exil gehen. In Saudi-Arabien arbeitete sein Vater als Wirtschaftswissenschaftler im Ministerium für Erdöl. Scharaa wurde nach eigenen Angaben 1982 in Riad geboren. Sein Bruder Maher al-Scharaa ist Arzt. 1989 sei Scharaa mit seinem Vater und weiteren engen Angehörigen nach Syrien zurückgekehrt. Er sei bei Damaskus in Mezzeh, einem liberalen und wohlhabenden Viertel, aufgewachsen. Hier war seine Mutter Lehrerin und sein Vater Berater des Premierministers Mahmoud Zoubi für die Ölindustrie. Ahmed al-Scharaa studierte in Damaskus dann zunächst Medizin. Da er propalästinensisch erzogen wurde, habe ihn die Zweite Intifada während der Jahrtausendwende beeinflusst. Er habe nun zum islamischen Glauben gefunden. Er radikalisierte sich im weiteren Verlauf seiner Studienzeit, nachdem er unter den Einfluss des radikalen Sheikhs Mahmoud al-Ghassi geraten war, der auch Kontakte zu al-Qaida pflegte.

### Zeit bei al-Qaida und al-Nusra

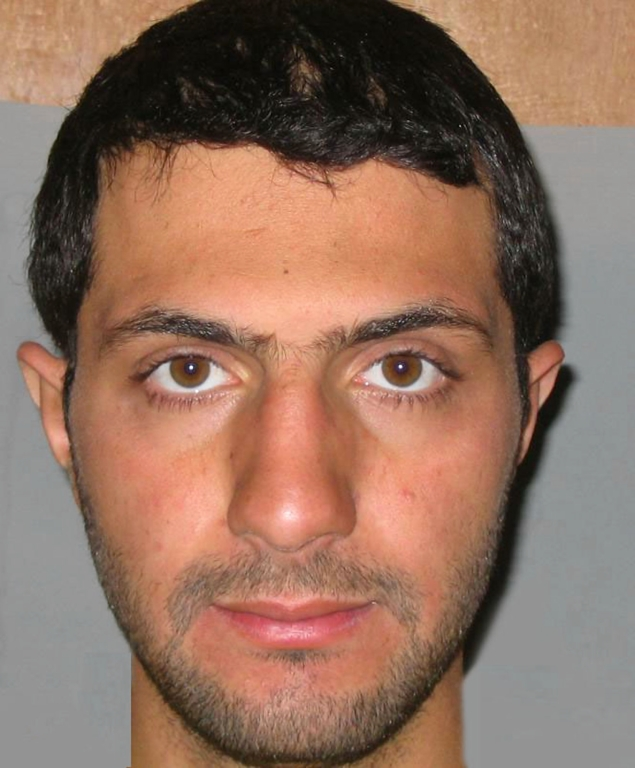
Foto von Scharaa nach seiner Gefangennahme durch die US-Streitkräfte im Irak (2006)

Wenige Wochen vor der US-geführten Invasion in den Irak 2003 schloss sich Scharaa unter dem Namen Al-Dschaulani im Irak al-Qaida an und stieg allmählich innerhalb der Organisation auf. Die Zeitung The Times of Israel behauptet, Scharaa sei ein enger Vertrauter des al-Qaida-Führers Abū Musʿab az-Zarqāwī gewesen. Al-Dschaulani bestritt dies im Jahr 2021; er habe al-Zarqawi nie getroffen und habe lediglich als Soldat unter al-Qaida gegen die Besetzung des Irak gekämpft. Im Jahr 2006 wurde Al-Dschaulani von US-amerikanischen Soldaten festgenommen und nach eigenen Angaben über fünf Jahre lang in Militärgefängnissen festgehalten, darunter in Abu Ghuraib, Camp Bucca, Camp Cropper und im Gefängnis von Tadschi.
Im März 2011, als die Revolte gegen Assads Regime in Syrien begann, kehrte Al-Dschaulani dorthin zurück und gründete die al-Nusra-Front, deren Anführer er von 2012 bis 2016 war. Die Nusra-Front kämpfte als syrische Untergruppe von al-Qaida im Bürgerkrieg in Syrien unter anderem gegen die Regierung Baschar al-Assads, Teile der Freien Syrischen Armee, kurdische Volksverteidigungseinheiten und seit Februar 2014 gegen den Islamischen Staat (IS). Der IS erklärte der al-Nusra-Front den Krieg, nachdem al-Scharaa – nach einem Treffen mit Abū Bakr al-Baghdādī (dem Kalifen des IS) und infolge der Behauptung Baghdadis, dass die al-Nusra-Front in den IS eingegliedert werde – al-Qaida-Chef Aiman az-Zawahiri die Treue schwor und sich somit nicht den IS als Schutzmacht ausgesucht hatte. Vermittler des Seitenwechsels war Abu Chalid al-Suri, ein prominenter syrischer al-Qaida-Veteran.
Im Jahr 2013 stuften die USA Al-Dschaulani wegen seiner Beziehungen zu al-Qaida als Terroristen ein. Für Hinweise, die zu seiner Verhaftung führen, lobten die USA 10 Millionen US-Dollar aus. Wegen des im September 2015 begonnenen russischen Militäreinsatzes in Syrien und der damit verbundenen Angriffe der Streitkräfte Russlands gegen die syrische Zivilbevölkerung rief Scharaa im Oktober 2015 Dschihadisten im Nordkaukasus zu Racheaktionen gegen russische Zivilisten und Soldaten auf. Gleichzeitig zog er sich mit seiner Organisation in das Gouvernement Idlib zurück, die unter türkischem Protektorat zu einer Art Refugium für Rebellengruppen und mehr als zwei Millionen Rebellen geworden war. Dort begann er die Organisation zu einer Art Proto-Regierung umzubauen, sich von der transnationalen dschihadistischen Ideologie zu distanzieren und seine Fraktion zunehmend in den Kontext eines nationalistischen syrischen Kampfes zu stellen. Im Mai 2015 gab al-Dschaulani an, dass er im Gegensatz zum IS nicht die Absicht habe, Anschläge gegen den Westen auszuführen. Auch erklärte er, dass es im Fall einer Niederlage Assads keine Angriffe aus Rache gegen die alawitische Minderheit in Syrien geben werde, der Assads Familie entstammt. In einem Video vom Juli 2016 offenbarte al-Dschaulani, dass sein Name Ahmad Husain asch-Scharʿa sei. Im selben Monat benannte er die Al-Nusra-Front in Front für die Eroberung der Levante um und brach mit der al-Qaida, um sich mit anderen Rebellengruppen zu vereinen und Dschihadistengruppen, die zuvor ebenfalls al-Qaida die Treue geschworen hatten, entmachten bzw. ausschalten zu können. Außerdem sollte dies dazu beitragen, von der Terrorliste der USA gestrichen zu werden. Im Jahr 2017 nannte er die Front für die Eroberung der Levante in Haiʾat Tahrir asch-Scham (HTS, Komitee zur Befreiung der Levante) um. Als HTS-Anführer gelang es Scharaa im Gouvernement Idlib, andere Rebellengruppen wie die Freie Syrische Armee fast vollständig zu verdrängen. Außerdem adoptierte Ahmed al-Sharaa als Anführer der Haiʾat Tahrir asch-Scham nun die Strategie, seine Gruppierung stärker in die syrische Oppositionsbewegung einzubinden, um so dem Vorwurf, eine ausländische Bewegung anzuführen, zu zerstreuen. Scharaa hat mehrere Anschläge von al-Qaida und IS überlebt. In den Augen vieler radikaler Islamisten gilt er als Verräter.

### Sturz des Assad-Regimes
Im November 2024 befahl Scharaa eine Offensive gegen die syrischen Regierungstruppen. Innerhalb weniger Tage nahm die HTS mit Unterstützung der Freien Syrischen Armee und einer Drohnenbrigade mit Aleppo das Wirtschaftszentrum Syriens ein. Während des Einmarschs in Aleppo bemühte sich Scharaa Berichten zufolge, Ängste von Christen oder anderen Minderheiten zu zerstreuen. Ausdrücklich habe er den Befehl gegeben, Zivilisten zu schonen und gefangen genommene syrische Soldaten nicht zu töten. Er schickte Emissäre zu den christlichen Gemeinden in Syrien, die versicherten, dass sie keine Übergriffe zu befürchten hätten. Er kündigte an, dass alle Kämpfer innerhalb weniger Wochen aus Aleppo abziehen würden. Die Rebellenführung gab bekannt, keine Kleidungsvorschriften für Frauen erlassen zu wollen.
Anfang Dezember 2024 versprach er in einem Interview mit CNN, Minderheiten zu schützen. Er wolle auch die Rückkehr syrischer Flüchtlinge in ihre Heimat erleichtern. Scharaa schickte bei der Offensive, die innerhalb von zwölf Tagen zum Ende des Assad-Regimes führte, Emmissäre voraus, die Bürgermeister und lokale Milizen davon überzeugten, sich kampflos zu ergeben oder sich den Rebellen anzuschließen. Die Offensive forderte nach Angaben der Syrischen Beobachtungsstelle für Menschenrechte das Leben von 910 Menschen; davon seien 392 Rebellen, 380 regimetreue Kämpfer und 138 Zivilisten gewesen. Im Jahr 2021 war die Anzahl der Todesopfer im Bürgerkrieg auf eine halbe Million Menschen geschätzt worden. In seiner Siegesrede nach dem Fall von Damaskus warf al-Scharaa dem Iran vor, Syrien als Spielbrett zu benutzen sowie Sektarismus und Korruption zu fördern. Er bat die Öffentlichkeit, beim Feiern des Endes der Assad-Diktatur auf Freudenschüsse zu verzichten. Hatte er bereits in der Endphase des Assad-Regimes versucht, seinen Kampfnamen abzulegen, übernahmen Medien nach dem Sturz Assads seinen zivilen Namen teilweise in der Berichterstattung. Das Kopfgeld in Höhe von zehn Millionen US-Dollar, das 2017 auf ihn ausgesetzt worden war, zogen die USA im Dezember 2024 zurück, nachdem sich al-Scharaa mit dem Stellvertretenden Staatssekretär für Angelegenheiten des Nahen Ostens getroffen hatte.

## Präsidentschaft
Mitte Dezember 2024 gab al-Scharaa bekannt, die Kampfgruppen der Rebellenorganisationen aufzulösen und deren Mitglieder in die Streitkräfte Syriens einzugliedern. Im selben Monat wurde sein Bruder, der Arzt Maher al-Scharaa, zum Gesundheitsminister der Übergangsregierung ernannt. Ende Dezember gab er bekannt, dass die Ausarbeitung einer neuen Verfassung Syriens drei Jahre dauern könne. Bis zu Wahlen könne es vier Jahre dauern. Ahmed al-Scharaa wird von Medien seit dem Sturz des Assad-Regimes Dezember 2024 als De-Facto-Herrscher Syriens beschrieben; seit dem 29. Januar 2025 ist er Interimspräsident der Arabischen Republik Syrien. Seine Ernennung zum Übergangspräsidenten erfolgte „nach einem Treffen einflussreicher politischer und militärischer Funktionäre.“
Im Mai 2025 traf er in Saudi-Arabien den US-amerikanischen Staatspräsidenten Donald Trump. Das Treffen zwischen Trump und al-Schaara war die erste Begegnung der Oberhäupter der beiden Staaten seit dem Jahr 2000, als sich Bill Clinton und Hafiz al-Assad trafen.

## Positionen und Rezeptionen
Im Februar 2021 veröffentlichte der US-amerikanische öffentlich-rechtliche Sender PBS den Dokumentarfilm „Der Dschihadist“ über Scharaas Vergangenheit im Kontext des syrischen Bürgerkriegs. Darin gab Scharaa ein Interview, führte durch Idlib sowie zu einem Treffen der HTS.
Er erklärte, es sei ihm vor dem Hintergrund der kontinentalen Auswirkungen des syrischen Bürgerkriegs und der vielen Opfer ein Anliegen, „das wahre Bild der syrischen Revolution“ zu vermitteln, dass der Kampf gegen den diktatorisch regierenden Staatspräsidenten Baschar al-Assad ein gerechter sei und dass von Syrien keine Gefahr für Amerika und Europa ausgehe. Er relativierte seine frühere Zusammenarbeit mit der Terrororganisation al-Qaida und erklärte, dass er keinen Einfluss auf die Bombenattentate von al-Qaida-Mitgliedern hatte, bei denen mitunter auch Zivilisten starben; vielmehr habe er diese bei Gefahr für Zivilisten immer abgelehnt. Er und andere Mitglieder der al-Nusra-Front hätten sich immer gegen Operationen im Ausland positioniert und es widerspreche seiner Politik, von Syrien aus „externe Operationen“ gegen Europäer oder Amerikaner zu führen. Seine Einstufung als Terrorist entbehre jeglicher Grundlage. Er sprach der Scharia, die er in Syrien implementieren will, „große Güte, Gerechtigkeit und soziale Lösungen“ zu und behauptete, die Scharia schließe Mitglieder anderer Religionsgemeinschaften nicht aus. Der Bürgerkrieg in Syrien sei kein Religionskrieg, es gehe vor allem darum, die Unterdrückung durch ein verbrecherisches Regime zu beenden. Islam und Christentum in Syrien hätten über 1.400 Jahre gemeinsam nebeneinander bestanden.
Nach Angaben der International Crisis Group (ICG), die mehrmals Kontakt mit Scharaa hatte, ist dieser „kein Kleriker, er ist Politiker“. Scharaa sei „bereit, Deals zu schließen, und in vielen Dingen sehr kompromissbereit – außer im Kampf gegen das Regime“ von Baschar al-Assad.
Am 6. Dezember 2024 erklärte al-Dschaulani in einem Interview mit dem US-amerikanischen Nachrichtensender CNN, dass es das Ziel der Offensive sei, Assad zu entmachten. Unter seinem bürgerlichen Namen Ahmed al-Scharaa versprach er, Minderheiten zu schützen, und skizzierte Pläne für die Einrichtung einer Regierung, die sich auf Institutionen und einen „vom Volk gewählten Rat“ stützen werde. Laut Dareen Khalifa von der International Crisis Group hat Scharaa die Auflösung der HTS in Erwägung gezogen, um die zivilen und militärischen Regierungsstrukturen zu stärken. Er bekundete die Absicht, die Rückkehr syrischer Flüchtlinge in ihre Heimat zu erleichtern.
In einem Interview mit dem syrischen TV-Nachrichtensender sagte Scharaa als Reaktion auf die andauernden israelischen Luftangriffe auf Syrien, dass Israel nach dem Sturz des Assad-Regimes „keine Ausreden“ mehr für Angriffe auf syrisches Gebiet habe. Er sprach von „diplomatischen Lösungen“ als einziger Möglichkeit, die Sicherheit zu gewährleisten, anstelle von „unüberlegten militärischen Abenteuern“. Mit Verweis darauf, dass Frauen im Gouvernement Idlib angeblich 60 % der Studierenden an den Universitäten ausmachen, erklärte er, dass er an die Bildung von Frauen glaube und dass er nicht vorhabe, Syrien in ein zweites Afghanistan zu verwandeln. Allerdings bestehen international erhebliche Zweifel daran, ob unter der Führung des einstigen Islamistenführers Ahmed al-Sharaa sich Syrien in der Zukunft wirklich in eine Demokratie entwickeln wird.

## Privates
Er ist mit der Literaturwissenschaftlerin Latife al-Durubi (englisch Latifa al-Droubi) verheiratet und hat mit ihr drei Kinder. Im Februar 2025 reiste al-Scharaa mit seiner Ehefrau auf seiner ersten Auslandsreise als Präsident nach Saudi-Arabien und in die Türkei. Damit erkannte er ihre öffentliche Rolle als „First Lady“ an.